# Detektiv Snus
Snus er en figur i Mickey Mouse-universet.
Snus er en detektiv der arbejder for Andeby/Mousetons politi. Snus er ret dum og politimester Striks har det med at tilkalde Mickey i stedet for at sætte Snus på sagen. Snus kan blive ret sur over det, og har i nogle historier prøvet at hævne sig på Mickey. I Anders And og Co. er han for det meste Mickeys makker i de små krimihistorier der hedder du gådeste.